# Ко-э-Созан
Ко-э-Соза́н (фр. Caux-et-Sauzens) — коммуна во Франции, находится в регионе Лангедок — Руссильон. Департамент коммуны — Од. Входит в состав кантона Альзон. Округ коммуны — Каркасон.
Код INSEE коммуны — 11084.

## Население
Население коммуны на 2008 год составляло 774 человека.
| 1962 | 1968 | 1975 | 1982 | 1990 | 1999 | 2008 |
| ---- | ---- | ---- | ---- | ---- | ---- | ---- |
| 450  | 429  | 516  | 594  | 705  | 739  | 774  |

## Экономика
В 2007 году среди 523 человек в трудоспособном возрасте (15—64 лет) 363 были экономически активными, 160 — неактивными (показатель активности — 69,4 %, в 1999 году было 73,5 %). Из 363 активных работали 342 человека (177 мужчин и 165 женщин), безработных было 21 (9 мужчин и 12 женщин). Среди 160 неактивных 46 человек были учениками или студентами, 77 — пенсионерами, 37 были неактивными по другим причинам.